# Staatsrat (Luxemburg)

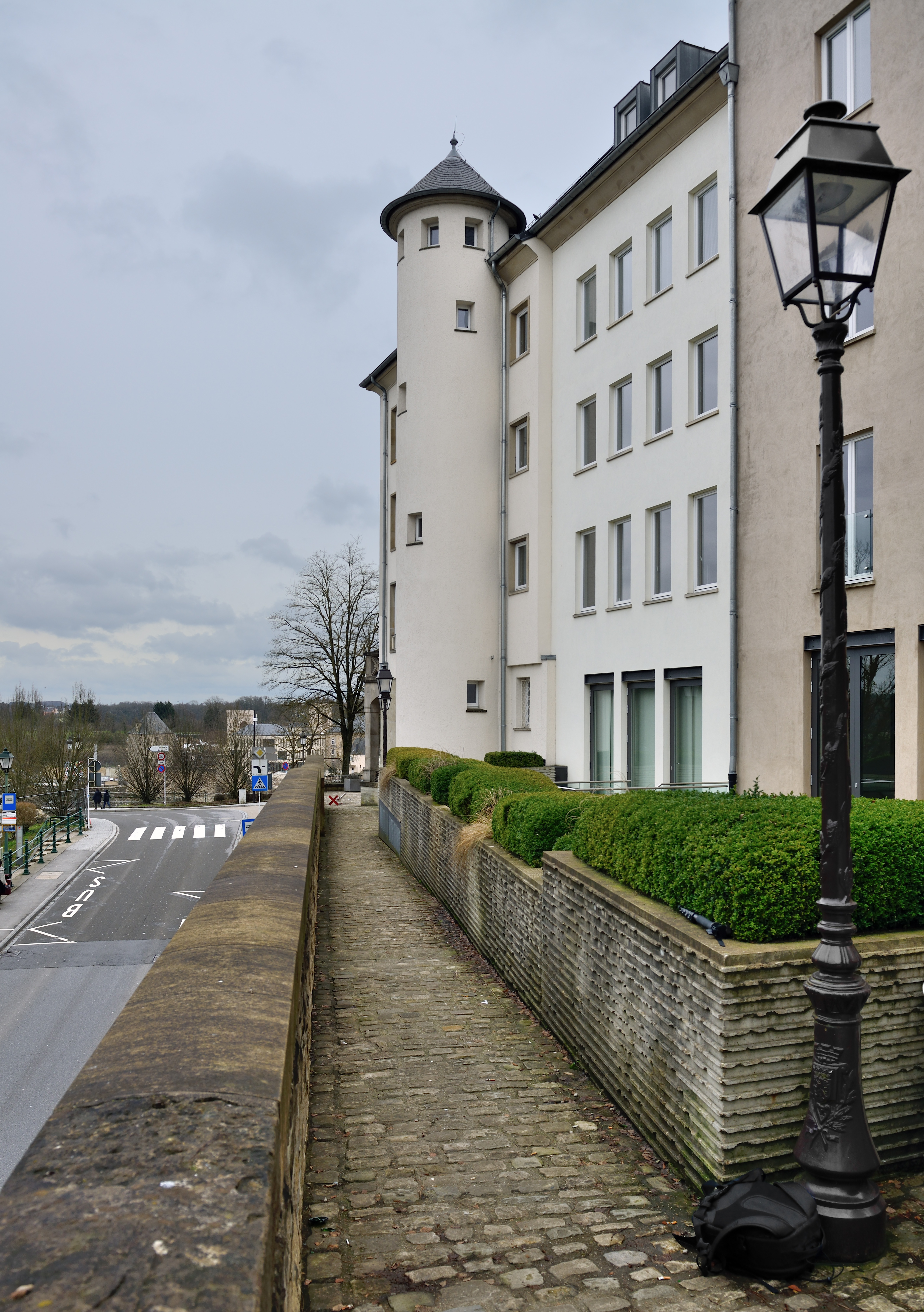
Gebäude des Staatsrats in Luxemburg

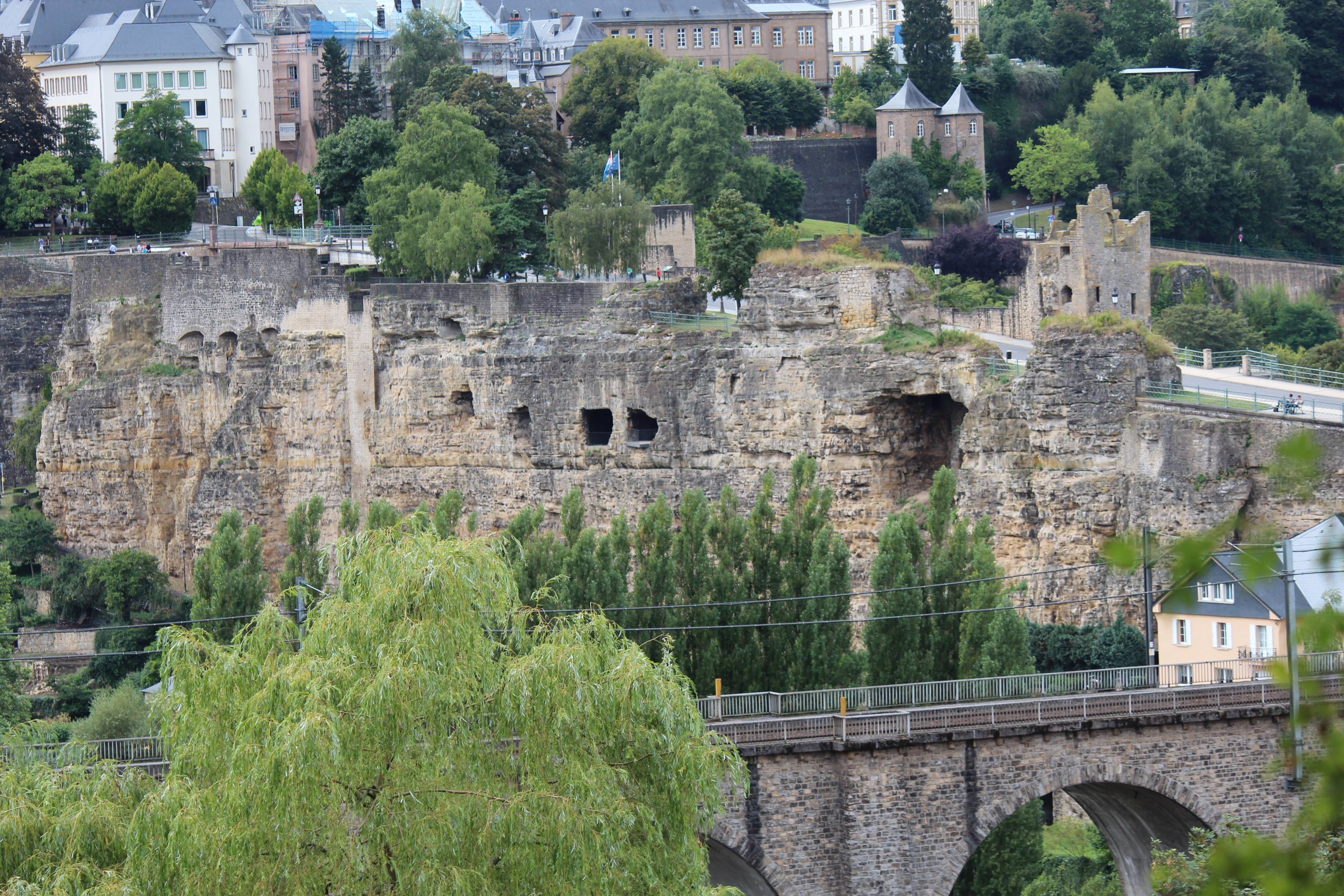
Bockfelsen und Gebäude des Staatsrats oben links

Der Staatsrat (französisch Conseil d'État, luxemburgisch Staatsrot) ist ein konsultatives Organ im politischen System Luxemburgs, das seit 1856 besteht.

## Aufgaben
Der Staatsrat erfüllt quasi die Rolle einer zweiten Kammer, ohne aber eine zu sein. Auch wenn diese funktionale Lücke besteht, kann nicht von einer zweiten Kammer gesprochen werden. Der Staatsrat ist nicht durch die Wähler legitimiert und kann deshalb keine mit dem Parlament konkurrierende Stellung aufweisen. Weiterhin ist es strittig, ob ihm im Gesetzgebungsprozess ein materielles Prüfungsrecht zusteht.
Der Staatsrat muss über jeden Gesetzvorschlag oder jedes Gesetzprojekt informiert werden, bevor die Chamber darüber abstimmen kann. Dabei überprüft er, ob die Vorschläge oder Projekte mit der luxemburgischen Verfassung vereinbar sind, internationale Abkommen, darunter das EU-Recht, respektiert werden und auch sonst keine Verstöße vorliegen. Ist das Projekt oder Vorschlag mit allem vereinbar, erlaubt der Staatsrat der Chamber die Abstimmung. Treten Probleme auf, müssen Gesetze, Projekte oder Vorschläge überarbeitet und dem Staatsrat erneut vorgelegt werden.
Auch großherzogliche Reglemente (also Beschlüsse der Regierung) können dem Staatsrat zur Kontrolle vorgelegt werden. Dann entscheidet der Staatsrat, ob die Chamber zum zweiten Mal über ein Gesetz abstimmen muss (Souveränes Verfassungs-Votum). Im Endeffekt kann sich die Chamber aber über diese Entscheidung hinwegsetzen.

## Zusammensetzung
Er setzt sich aus 21 Mitgliedern zusammen, von denen mindestens 11 zugelassene Juristen sein müssen. Sie werden formell durch den Großherzog ernannt und entlassen. Scheidet ein Mitglied aus, so wird der Nachfolger ausgewählt abwechselnd
- aus einer dreiköpfigen Vorschlagsliste des Parlamentes
- aus einer dreiköpfigen Vorschlagsliste des Staatsrates
- direkt ernannt vom Großherzog, in der Praxis aber auf Vorschlag der Regierung.

Zusätzlich kann der Erbgroßherzog Mitglied des Staatsrates sein. In diesem Falle steigt deren Anzahl auf 22. Der derzeitige Amtsinhaber Guillaume wurde im Juni 2005 zum Mitglied ernannt. Das Präsidium des Staatsrates besteht seit März 2021 aus dem Präsidenten Christophe Schiltz und seinen Stellvertretern Alain Kinsch und Patrick Santer.

## Entwicklungen
Bis 1994 wirkte die elfköpfige Rechtsabteilung des Staatsrats zugleich als oberstes Verwaltungsgericht. Ein Urteil des Europäischen Gerichtshofs für Menschenrechte war jedoch zuvor zum Schluss gekommen, dass dies nicht mit den demokratischen Prinzipien der Gewaltenteilung vereinbar sei.
Im April 2005 legte die Regierung einen Gesetzentwurf vor, der vorsieht, die Zahl der Mitglieder von 21 auf 27 zu erhöhen.
In den vergangenen Jahren wurde verstärkt hinterfragt, ob die derzeitige Konstellation noch zeitgemäß sei. Dies galt insbesondere in Hinblick auf die Frage, ob der Staatsrat nur als Kontrollorgan fungieren solle, welches Gesetzesentwürfe auf deren Verfassungsmäßigkeit zu überprüfen habe, oder ob er auch die Rolle einer zweiten Kammer innehaben solle. In letzterem Falle wurde insbesondere das Wahlverfahren kritisiert und eine stärkere Beteiligung der Bevölkerung an der Auswahl der Mitglieder vorgeschlagen.